# Cossura pygodactylata
Cossura pygodactylata är en ringmaskart som beskrevs av Meredith Leam Jones 1956. Cossura pygodactylata ingår i släktet Cossura och familjen Cossuridae. Arten har ej påträffats i Sverige. Inga underarter finns listade i Catalogue of Life.